# 比加诺斯
比加诺斯（法語：Biganos，法語發音：[biɡanɔs]）是法国吉伦特省的一个市镇，属于阿卡雄区。

## 地理
比加诺斯（44°38'39"N, 0°58'42"W）面积52.73 平方千米，位于法国新阿基坦大区吉倫特省，该省份为法国西南部沿海省份，是法國本土面积最大的省，北起滨海夏朗德省，西临大西洋，南至朗德省，东南接洛特-加龍省，东临多爾多涅省。
与比加诺斯接壤的市镇（或旧市镇、城区）包括：欧当日、米奥斯、勒泰什、马舍普里姆。

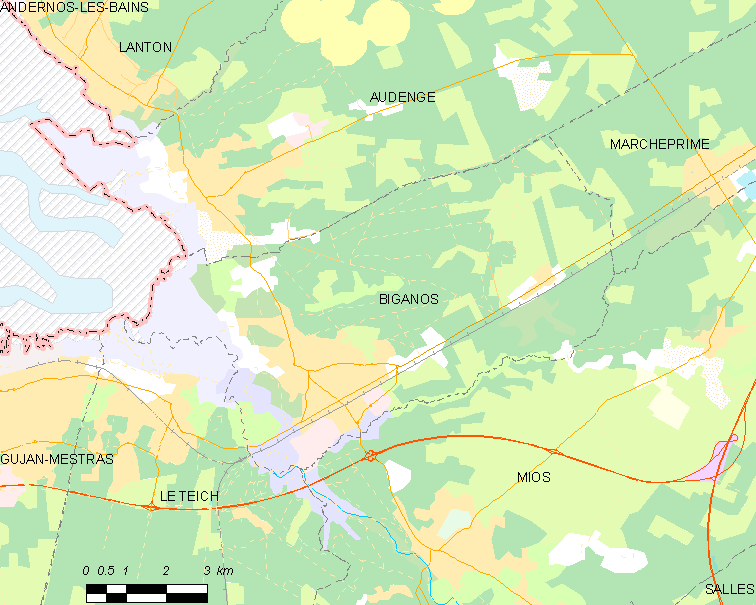
比加诺斯的OSM定位图

比加诺斯的时区为UTC+01:00、UTC+02:00（夏令时）。

## 行政
比加诺斯的邮政编码为33380，INSEE市镇编码为33051。

## 政治
比加诺斯所属的省级选区为昂代诺斯莱班县。

## 人口

1962-2008年间比加诺斯人口变化图示

比加诺斯于2022年1月1日时的人口数量为11303人。